# Bernard Ferrer
Pour les articles homonymes, voir Ferrer.
Bernard Ferrer est un ancien footballeur né le 23 janvier 1964 à Orange (Vaucluse). Gaucher, il évoluait au poste de milieu offensif.
A joué au Toulouse FC de 1991 a 1994

## Biographie
Bernard Ferrer fait ses premiers pas de footballeur dans le club de sa ville natale, Orange et s'entraine à Vitrolles 13 (avec Gérard Garcia). À l'âge de 16 ans, il rejoint l'INF Vichy, centre de formation de football géré par la Fédération française de football. il remporte avec ce club le groupe Centre de division 3 finissant meilleur buteur.
À la fin de son cycle de formation, il rejoint en 1983 les rangs de l'AJ Auxerre et dispute son premier match de Division 1 le 24 septembre 1983 contre le Toulon. Il inscrit son premier but onze mois plus tard, face à l'AS Nancy-Lorraine. Bon milieu de terrain qui sait être à la fois passeur et buteur, Ferrer gagne son statut de titulaire au cours de la saison 1985-1986. Il dispute cette année-là trente-deux rencontres de championnat et marque sept buts. Il connaît également ses premières sélections en équipe nationale espoirs. 
Sa progression est interrompue le 10 août 1987 par une fracture du fémur de la jambe gauche à la suite d'un contact avec le gardien lavallois Pascal Rousseau. Absent des terrains durant un an, il ne retrouve jamais sa place dans le onze titulaire du club bourguignon. Il signe en août 1989 au Stade brestois 29 où il évolue deux saisons avec des joueurs tels que Roberto Cabañas, David Ginola ou Corentin Martins. Bernard Ferrer marque dix-sept buts au total pour le club breton qui sera rétrogradé administrativement à l'issue de la saison 1990-1991. Il rejoint ensuite le Toulouse Football Club où il passe trois saisons dans la Haute-Garonne mais ne peut éviter la relégation du « Téfécé » en juin 1994. 
Bernard Ferrer achève sa carrière à l'Olympique de Marseille qui vient d'être relégué en Division 2, à la suite de l'affaire OM-VA. Il est l'un des piliers de cette équipe aux côtés de Jean-Marc Ferreri, Marcel Dib, Tony Cascarino. Il prend sa retraite en 1997, après la remontée de l'OM en D1.

## Statistiques
| Saison         | Club                   | Championnat | Championnat | Championnat | Coupe(s) Nationale(s) | Coupe(s) Nationale(s) | Coupe d’Europe | Coupe d’Europe | Coupe d’Europe | TOTAL  | TOTAL |
| Saison         | Club                   | Division    | Matchs      | Buts        | Matchs                | Buts                  | Coupe          | Matchs         | Buts           | Matchs | Buts  |
| -------------- | ---------------------- | ----------- | ----------- | ----------- | --------------------- | --------------------- | -------------- | -------------- | -------------- | ------ | ----- |
| 1982-1983      | INF Vichy              | Division 3  | 28          | 17          | 0                     | 0                     | -              | -              | -              | 28     | 17    |
| 1983-1984      | AJ Auxerre             | Division 1  | 4           | 0           | 0                     | 0                     | -              | -              | -              | 4      | 0     |
| 1984-1985      | AJ Auxerre             | Division 1  | 16          | 4           | 0                     | 0                     | C3             | 1              | 0              | 17     | 4     |
| 1985-1986      | AJ Auxerre             | Division 1  | 32          | 7           | 6                     | 2                     | C3             | 2              | 0              | 40     | 9     |
| 1986-1987      | AJ Auxerre             | Division 1  | 32          | 8           | 3                     | 0                     | -              | -              | -              | 35     | 8     |
| 1987-1988      | AJ Auxerre             | Division 1  | 6           | 1           | 0                     | 0                     | -              | -              | -              | 6      | 1     |
| 1988-1989      | AJ Auxerre             | Division 1  | 17          | 4           | 2                     | 0                     | C3             | 1              | 0              | 20     | 4     |
| 1989-Août 1989 | AJ Auxerre             | Division 1  | 5           | 1           | 0                     | 0                     | -              | -              | -              | 5      | 1     |
| Août 1989-1990 | Brest Armorique FC     | Division 1  | 22          | 5           | 2                     | 0                     | -              | -              | -              | 24     | 5     |
| 1990-1991      | Brest Armorique FC     | Division 1  | 34          | 12          | 2                     | 1                     | -              | -              | -              | 36     | 13    |
| 1991-1992      | Toulouse FC            | Division 1  | 15          | 5           | 1                     | 0                     | -              | -              | -              | 16     | 5     |
| 1992-1993      | Toulouse FC            | Division 1  | 33          | 13          | 4                     | 0                     | -              | -              | -              | 37     | 13    |
| 1993-1994      | Toulouse FC            | Division 1  | 23          | 4           | 0                     | 0                     | -              | -              | -              | 23     | 4     |
| 1994-1995      | Olympique de Marseille | Division 2  | 36          | 11          | 3+1                   | 1+0                   | C3             | 4              | 1              | 44     | 13    |
| 1995-1996      | Olympique de Marseille | Division 2  | 36          | 9           | 6+4                   | 4+0                   | -              | -              | -              | 46     | 13    |
| 1996-1997      | Olympique de Marseille | Division 1  | 13          | 0           | 0+1                   | 0+0                   | -              | -              | -              | 14     | 0     |
|                |                        | TOTAL       | 352         | 101         | 35                    | 8                     | -              | 8              | 1              | 395    | 110   |

## Palmarès

### En club
- Champion de France de Division 2 en 1995 avec l'Olympique de Marseille
- Champion de France de Division 3 en 1984 et 1988 avec la réserve de l'AJ Auxerre
- Vainqueur de la Coupe des Alpes en 1987 avec de l'AJ Auxerre
- Vainqueur du Groupe Centre de Division 3 en 1983 avec l'INF Vichy et en 1985 avec la réserve de l'AJ Auxerre
- Vice-champion de France de Division 2 en 1996 avec l'Olympique de Marseille

### EnÉquipe de France
- International Espoirs (12 sélections) et A' (2 sélections)

### Distinctions individuelles
- Meilleur buteur du Groupe Centre de Division 3 en 1983 (18 buts) avec l'INF Vichy, en 1984 (23 buts) et en 1985 (18 buts) avec la réserve de l'AJ Auxerre